# 梓潼镇
梓潼镇，是中华人民共和国四川省成都市崇州市曾经下辖的一个镇。2019年12月，撤销梓潼镇，将其所属行政区域划归观胜镇管辖。

## 行政区划
梓潼镇撤销前下辖以下地区：
兴裕社区、真武村、天府村、自公村、天寿村和城白村。